# Nihon-shoki
Nihon-shoki (jap. 日本書紀 Nihon-shoki; także 日本紀 Nihongi; pol. „Kroniki japońskie”) – dzieło historiograficzne, którego kompilację ukończono w 720 roku. Wykorzystano w nim liczne, wcześniejsze źródła: kroniki rodów arystokratycznych z dworem cesarskim na czele i ustne przekazy ludowe. Opisano wierzenia i zwyczaje lokalne. Udokumentowano kontakty z Chinami i Koreą. Powołano się na listy, notatki i inne kroniki, także dzieła chińskie i koreańskie. W 30 zwojach ujęto japońską mitologię (dwa pierwsze zwoje) oraz historię rodu cesarskiego począwszy od cesarza Jimmu, a na cesarzowej Jitō skończywszy.
Nihongi spisano w całości w klasycznym języku chińskim, a jedynie wiersze i nazwy własne – w języku japońskim (w tym przypadku do zapisu użyto znaków chińskich w ich wartości fonetycznej, czyli tzw. man’yōgany). Treść wykazuje wpływy typowo chińskiej erudycji, przytaczanych jest na przykład kilka wersji tej samej historii.
Kroniki stanowią nieprzerwanie przedmiot badań specjalistów i nieocenione źródło wiedzy na temat historii Japonii. Przytaczają, porównują i komentują dane z wcześniejszych, nieistniejących już źródeł (uzupełniają te dane, podają wariant oficjalny, jednocześnie odwołując się do wersji spotykanych w innych źródłach).
Nihon-shoki, podobnie jak Kojiki, powstało na rozkaz cesarski w celu umocnienia autorytetu władcy i jego rodu. Oba dzieła zostały podniesione do rangi „ksiąg świętych” i stały się źródłem do spreparowania pradziejów Japonii. Od okresu Meiji do roku 1945 stanowiły podstawę powszechnego systemu nauczania.
Eseistyczną prezentacją tematyki mitologiczno-historycznej, zawartej w Nihongi, jest książka prof. Wiesława Kotańskiego pt. Opowieści o pierwszych władcach Japonii (Iskry, Warszawa 1990).

## Niezgodności chronologiczne
Niezgodność chronologiczną Nihon-shoki widać w zestawieniu ze źródłami koreańskimi.
- Według Nihon-shoki w 55 roku regencji Jingū (255?) zmarł koreański król Chogo z Baekje, zaś w 65 roku (265?) zmarł król Chimnyu i jego następcą został Jinsa[2] – wg Samguk sagi było to odpowiednio w 375 i 385 roku[3]. W obu tych przypadkach datacja z Nihon-shoki jest więc przesunięta o 120 lat (dwa 60-letnie cykle kalendarzowe) wstecz względem pewniejszej chronologii koreańskiej.
- Wg Nihon-shoki w okresie rządów Ōjina zmarł król Baekje imieniem Ahwa i jego następcą został Jeonji, który wcześniej przebywał w Japonii[4]. Wg Samguk sagi król Baekje Asin ustanowił „przyjazne relacje z państwem Wa” i wysłał tam swojego syna Jeonji w 397 roku, zaś zmarł w 405 roku[3].

Źródła chińskie w ogóle nie zawierają wzmianek o Japonii między 266 i 413 rokiem.